# Al-Wahda San'a'
El Al-Wehda Club es un equipo de fútbol de Yemen que juega en la Liga Yemení, la liga de fútbol más importante del país.

## Historia
Fue fundado en el año 1954 en la capital Sana'a, su nombre significa Unidad en árabe y es uno de los más exitosos y famosos equipos del país, tras haber ganado el título 5 veces, 4 veces desde 1990 y 1 título de Copa. Cuenta con una gran rivalidad con el Al-Ahli San'a, también de la capital.
A nivel internacional ha participado en 5 torneos continentales, donde nunca ha avanzado más allá de la Segunda Ronda.
Descendió en la Temporada 2010-11 al quedar en la última posición entre 11 equipos, luego de que 3 equipos abandonaran el torneo.

## Palmarés
- Liga Yemení: 5

1978/79, 1994/95, 1996/97, 1997/98, 2001/02
- Copa del Príncipe Nassem: 0
  - Finalista: 1

2000
- Copa 26 de Septiembre: 0
  - Finalista: 1

2002
- Copa Unidad: 1

1998
- - Finalista: 1

2009
- Copa de la República de Yemen del Norte: 1

1978
- - Finalista: 1

1984

## Participación en competiciones de la AFC
- Copa de Clubes de Asia: 3 apariciones

1998 - Primera ronda
1999 - Segunda ronda
2000 - Segunda ronda
- Recopa de la AFC: 1 aparición

2001 - Primera ronda
- Copa de la AFC: 1 aparición

2004 - abandonó en la fase de grupos